# Eria decurrentipetala
Eria decurrentipetala är en orkidéart som beskrevs av Johannes Jacobus Smith. Eria decurrentipetala ingår i släktet Eria och familjen orkidéer. Inga underarter finns listade i Catalogue of Life.